# Asakura Kagetake
Pour les articles homonymes, voir Asakura (homonymie).
Asakura Kagetake est un nom japonais traditionnel ; le nom de famille (ou le nom d'école), Asakura, précède donc le prénom (ou le nom d'artiste).
Asakura Kagetake (朝倉 景健, 1536-25 septembre 1575) est un samouraï et daimyo du clan Asakura de la période Sengoku de l'histoire du Japon.

## Source de la traduction
- (en) Cet article est partiellement ou en totalité issu de l’article de Wikipédia en anglais intitulé « Asakura Kagetake » (voir la liste des auteurs).